# Pavlje
Pavlje (cyr. Павље) – wieś w Serbii, w okręgu raskim, w mieście Novi Pazar. W 2011 roku liczyła 134 mieszkańców.